# Leucoma eshanensis
Leucoma eshanensis är en fjärilsart som beskrevs av Chao 1983. Leucoma eshanensis ingår i släktet Leucoma och familjen tofsspinnare. Inga underarter finns listade i Catalogue of Life.